# Royal Oak (Michigan)
Royal Oak település az Amerikai Egyesült Államok Michigan államában, Oakland megyében. Lakosainak száma 58 211 fő (2020. április 1.).

## Közlekedés
A települést érinti az Amtrak távolsági vasúti járata is, a Wolverine.

## Népesség
A település népességének változása:

| 2010 | 57 236 |
| 2020 | 58 211 |